# Nossener Brücke
Nossener Brücke ist die Bezeichnung für einen Zug aus vier Straßenbrücken im Dresdner Stadtteil Südvorstadt. Er ist etwa 700 Meter lang und bildet einen Teil des Äußeren Stadtrings Dresdens. Nach 1950 neu errichtet als Brücke der Jugend, erhielt sie den Namen nach 1990 in Reminiszenz an die sächsische Kleinstadt Nossen im Landkreis Meißen zurück, die vor 1945 einem wesentlichen Teil dieses Brückenzugs ihren Namen gab.

## Lage

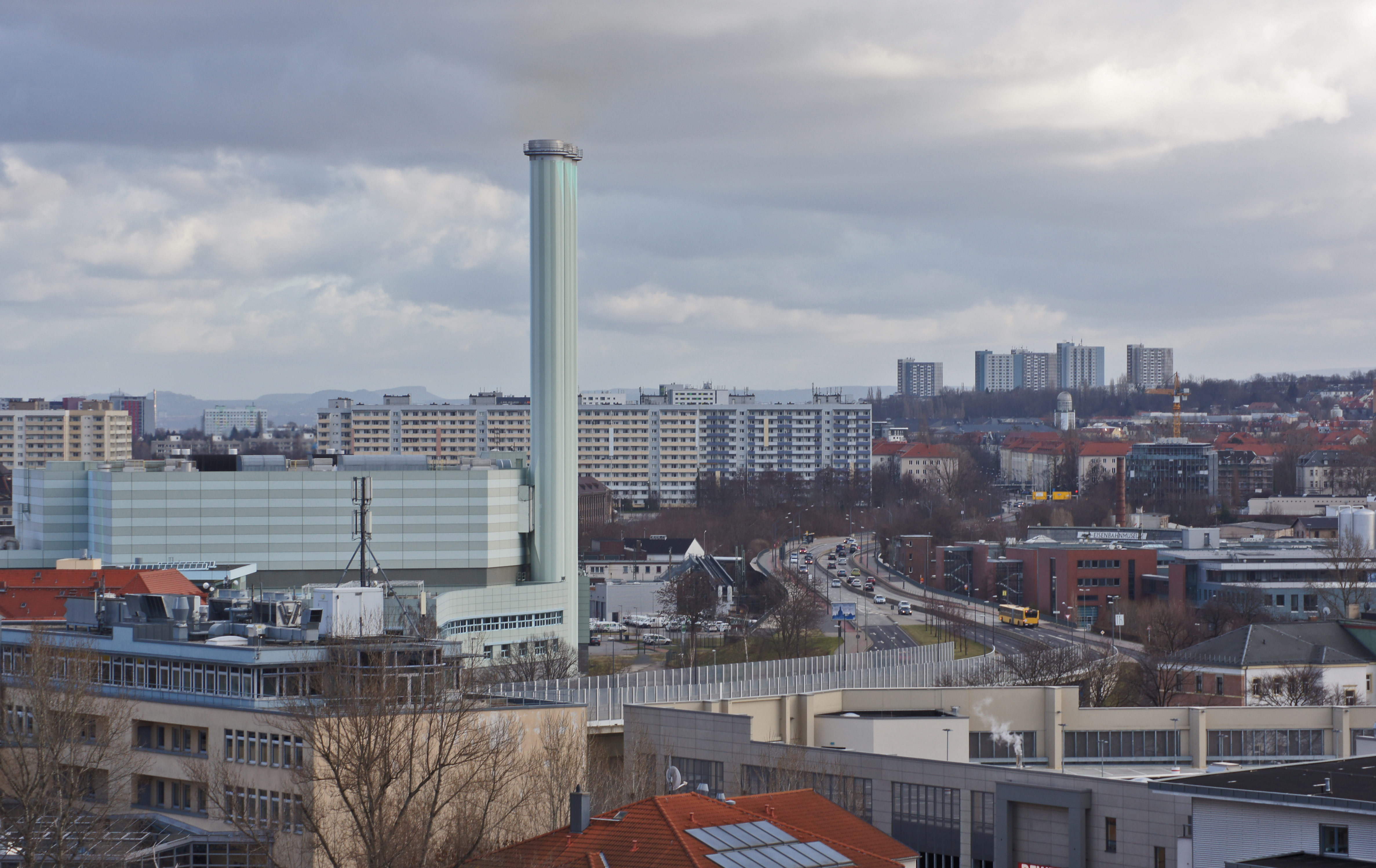
Blick über die Nossener Brücke von Löbtau aus

Die Nossener Brücke befindet sich südwestlich des Dresdner Stadtzentrums auf dem Gebiet der Gemarkung „Altstadt II“ in der Südvorstadt. Sie führt die Bundesstraße 173 von Löbtau aus zur Kreuzung mit der Budapester/Nürnberger Straße, wo die B 173 in Richtung Stadtzentrum abbiegt. Sie besteht aus vier Teilbrücken in West-Ost-Richtung, die ein vorwiegend gewerblich und für Bahnanlagen genutztes Areal überspannen. Die erste Teilbrücke führt über die Fabrikstraße, die zweite Brücke überspannt das Außengelände des Heizkraftwerkes Nossener Brücke. An diese schließt die Überführung die Gleise der Bahnstrecke Dresden–Werdau an – das Bahnareal ist hier ca. 100 Meter breit. Die letzte der vier Brücken führt über die Zwickauer Straße. Somit heißen mehrere Abschnitte des Verkehrszuges Nossener Brücke, obwohl sie kein einheitliches Brückenbauwerk ist.
Am Löbtauer Ebertplatz hat die Brücke Anschluss an die Kreuzung von Tharandter, Kesselsdorfer, Freiberger und Löbtauer Straße. Über die Löbtauer Brücke, die oberhalb des Ebertplatzes westlich der Teilbrücke über die Fabrikstraße an die Nossener Brücke anschließt, gelangt der Verkehr über den äußeren Stadtring Richtung Emerich-Ambros-Ufer und Fröbelstraße. Am östlichen Ende der Brücke wird über die Budapester Straße der Anschluss zum Stadtzentrum und über die Nürnberger Straße zur Bundesstraße 170 (Bergstraße) hergestellt. Die Chemnitzer Straße bindet den Stadtteil Plauen an.

## Geschichte

### Hohenzollernbrücke / Nossener Brücke (alt)
Das erste Brückenbauwerk wurde 1889 als Hohenzollernbrücke eröffnet. Sie war als Stahlträgerbrücke realisiert und bekam um 1900 erstmals den Namen Nossener Brücke. Sie wurde nach der sächsischen Stadt Nossen benannt, in der sich das Kloster Altzella befindet. Von dort aus führte eine Altstraße, der nach dem Kloster benannte Zellesche Weg, etwa im Bereich der Nossener Brücke zum Klosterbesitz in Leubnitz-Neuostra (damit konnten die Zölle der spätmittelalterlichen Stadt umgangen werden). Das Vorkriegsbauwerk begann an der ebenerdigen Kreuzung mit der Zwickauer Straße, überbrückte lediglich die Bahnstrecke und führte bis zur Kreuzung mit der Fabrikstraße; die Nürnberger Straße führte ab der Chemnitzer Straße in einem starken Gefälle bis zur Zwickauer Straße hinab.
Nach Ende des Zweiten Weltkrieges genügte einerseits das Bauwerk der alten Nossener Brücke den Anforderungen nicht mehr, andererseits wurde planerisch die Lösung eines südlichen Tangentenrings verfolgt: Sie wurde ab 1959 durch die heutige Stahlbetonbrücke (mit weiteren Ergänzungen) ersetzt. Im Bereich der Oederaner Straße mussten dafür mehrere Gebäude abgerissen werden. Die Kreuzung mit der Zwickauer Straße wurde aufgegeben und ebenfalls durch eine Stahlbetonbrücke ersetzt.

### Brücke der Jugend
Der Neubau begann mit der Teilbrücke über die Zwickauer Straße, die von 1959 bis 1961 errichtet wurde. Es folgten die Einweihung der Brücke über das Kraftwerksgelände 1960 und die Fertigstellung der Brücke über die Fabrikstraße im Jahre 1962. Bis 1964 wurde dann noch die Teilbrücke über die Gleise errichtet. Die Einweihung des kompletten Bauwerks fand am 28. Juni 1964 statt. Die neue Brücke bekam den Namen Brücke der Jugend.
Die Brücke der Jugend wurde nach der Wende in den 1990er Jahren saniert und bekam ihren ursprünglichen Namen zurück. Ende 1996 wurde die 1989 begonnene und rund einen Kilometer lange nordwestliche Anschlussbrücke fertiggestellt, die später den Namen Löbtauer Brücke erhielt und als eine der wenigen Dresdner Hochstraßen gilt. Sie wird umgangssprachlich ebenfalls der Nossener Brücke zugeordnet oder als Neue Nossener Brücke (mundartlich auch als Überflieger) bezeichnet. Nach Fertigstellung des Bramschtunnels wurde die Bundesstraße 173 neu über die Nossener Brücke geführt.
In den Sommermonaten der Jahre 2001, 2006 und 2009 waren umfassende Reparaturen an der Nossener Brücke notwendig; 2010 wurden die Bewegungen des Bauwerks mehrere Monate lang vermessen und ein Schwerbelastungstest durchgeführt. Anfang 2012 traten neue Schäden auf. 2017 wurden nach Brückenprüfungen auf Grund von Schäden die Fahrstreifen unter Verzicht auf Teile des südlichen Rad- und Gehweges auf dem Teil der Überführung über die Fabrikstraße neu angeordnet, ab Juni 2019 ist deshalb die Einführung von „Tempo 30“ angeordnet. Weitere Einschränkungen sind angekündigt.

## Neubaupläne
Die Dresdner Verkehrsbetriebe (DVB) planen, zur Entlastung der oftmals überfüllten Buslinie 61 die Straßenbahnlinie 7 zwischen den Haltestellen Tharandter Straße und Hauptbahnhof zu verlegen und über die Nossener Brücke zu führen. Gegenwärtig endet eine Straßenbahnstrecke am Nürnberger Ei rund einen Kilometer weiter südöstlich. Um sie über die Nossener Brücke an die bestehende Strecke auf der Kesselsdorfer Straße in Löbtau anbinden zu können, ist ein Neubau der Nossener Brücke notwendig, da das gegenwärtige Bauwerk nach Angaben aus dem Straßen- und Tiefbauamt der Landeshauptstadt Dresden nicht für die Belastung durch Straßenbahnen ausgelegt ist.
[veraltet] Die DVB planten mit einem Baubeginn bis 2018 und einer Fertigstellung bis 2020. Die Stadt Dresden hatte bis 2020 ohnehin eine Generalsanierung geplant und strebte Presseberichten zufolge ebenfalls einen Neubau an. Da umfangreiche Umplanungen nötig waren, ist ein Baubeginn vor Ende 2024 inzwischen unrealistisch. Der Bau könnte dann 2030 fertig sein.
Des Weiteren war ein neuer Haltepunkt für die S-Bahn Dresden an der Brücke in der Diskussion, der mit dem Straßenbahnanschluss einen neuen Umsteigepunkt zwischen Straßenbahn und S-Bahn bilden sollte. Mitte Mai 2014 stimmte der Stadtrat für den Straßenbahn-Abschnitt von der Nossener Brücke zur Nürnberger Straße. Auf Antrag der FDP sollte die Notwendigkeit des S-Bahn-Haltepunkts geprüft werden. Ende 2014 waren Verhandlungen mit der Deutschen Bahn über den S-Bahn-Haltepunkt geplant. Der Stadtrat sollte sich dazu Anfang 2015 positionieren: Die Überlegungen zum S-Bahn-Haltepunkt wurden noch 2014 fallen gelassen, sie waren damit kein Bestandteil der Planungen mehr.
Dies änderte sich wiederum 2018: In der Sitzung vom 22. November 2018 wurde diese Absage und der entsprechende Stadtratsbeschluss vom 11./12. Dezember 2014 aufgehoben. Die Deutsche Bahn AG bestätigte ihrerseits am 31. März 2023, dass dazu die Vorplanung laufe, zu einem Baubeginn und einer Inbetriebnahme jedoch noch keine Aussagen möglich seien.
Die geschätzten Kosten des Brückenneubaus werden 2024 mit 324 Millionen Euro angegeben. 2024 soll der Bau eines Medien-Dükers beginnen, die eigentlichen Bauarbeiten sollen 2026 starten.
Die geschätzten Kosten des Brückenneubaus wurden 2014 noch mit 111 Millionen Euro angegeben. Für den Straßenneubau von Löbtau nach Strehlen waren insgesamt 185 Millionen Euro vorgesehen. Abzüglich Fördermitteln durch Bund und Land sollte das Bauwerk die Stadt Dresden 70 Millionen Euro kosten.

## Verkehr
Die Brücke ist als Teil des auch als Süd-West-Tangente bzw. Westumfahrung bezeichneten Äußeren Stadtrings durchgängig vierstreifig ausgebaut. Der Anschluss an die Kesselsdorfer/Tharandter Straße erfolgt höhenfrei. Die Dresdner Verkehrsbetriebe befahren die Brücke mit der Buslinie 61 (Löbtau–Fernsehturm). Der Regionalverkehr Sächsische Schweiz-Osterzgebirge leitet seine Buslinie 333 (Altstadt–Niederschöna) über die Nossener Brücke.

## Galerie

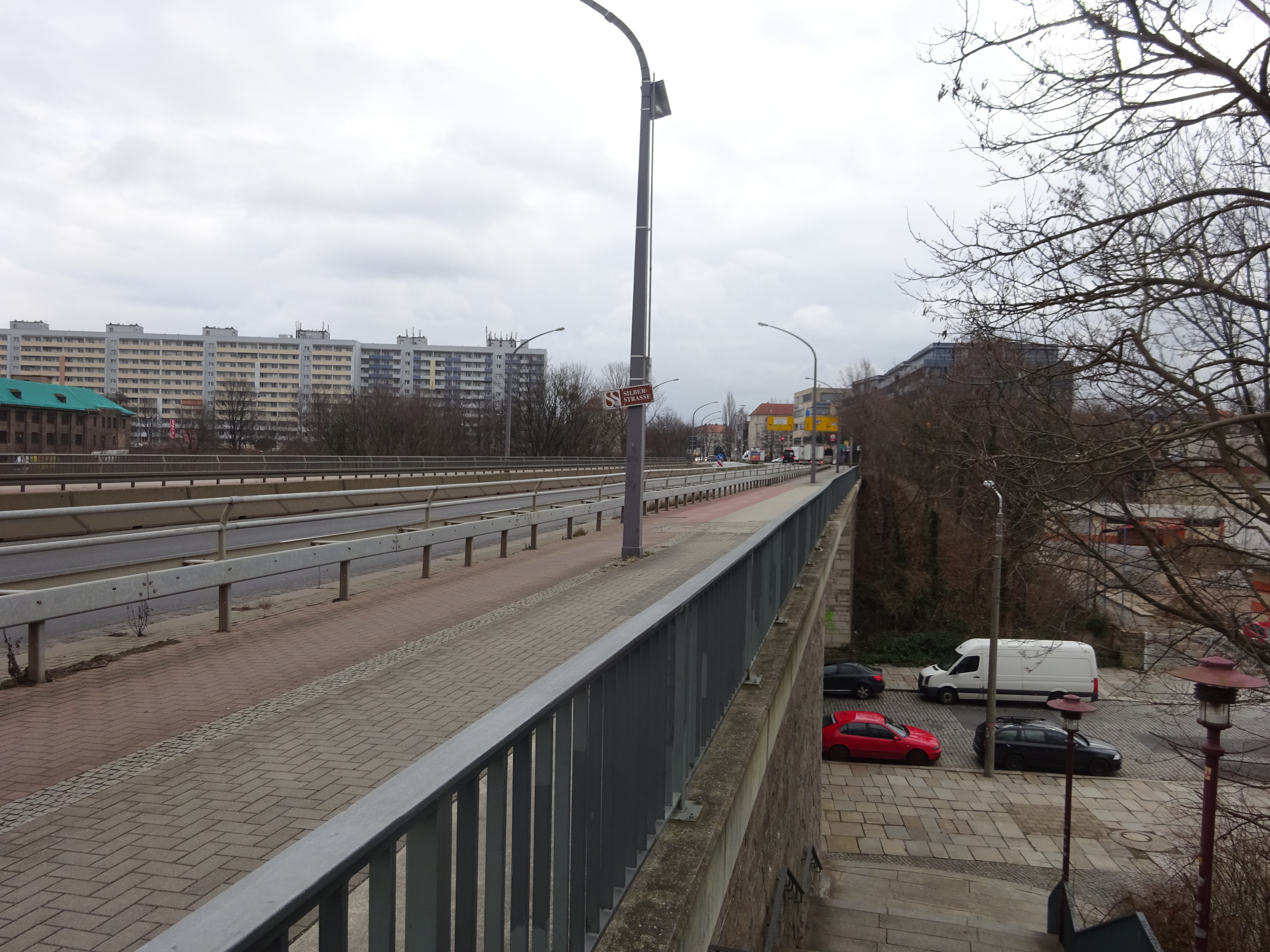
Überführung der Zwickauer Straße
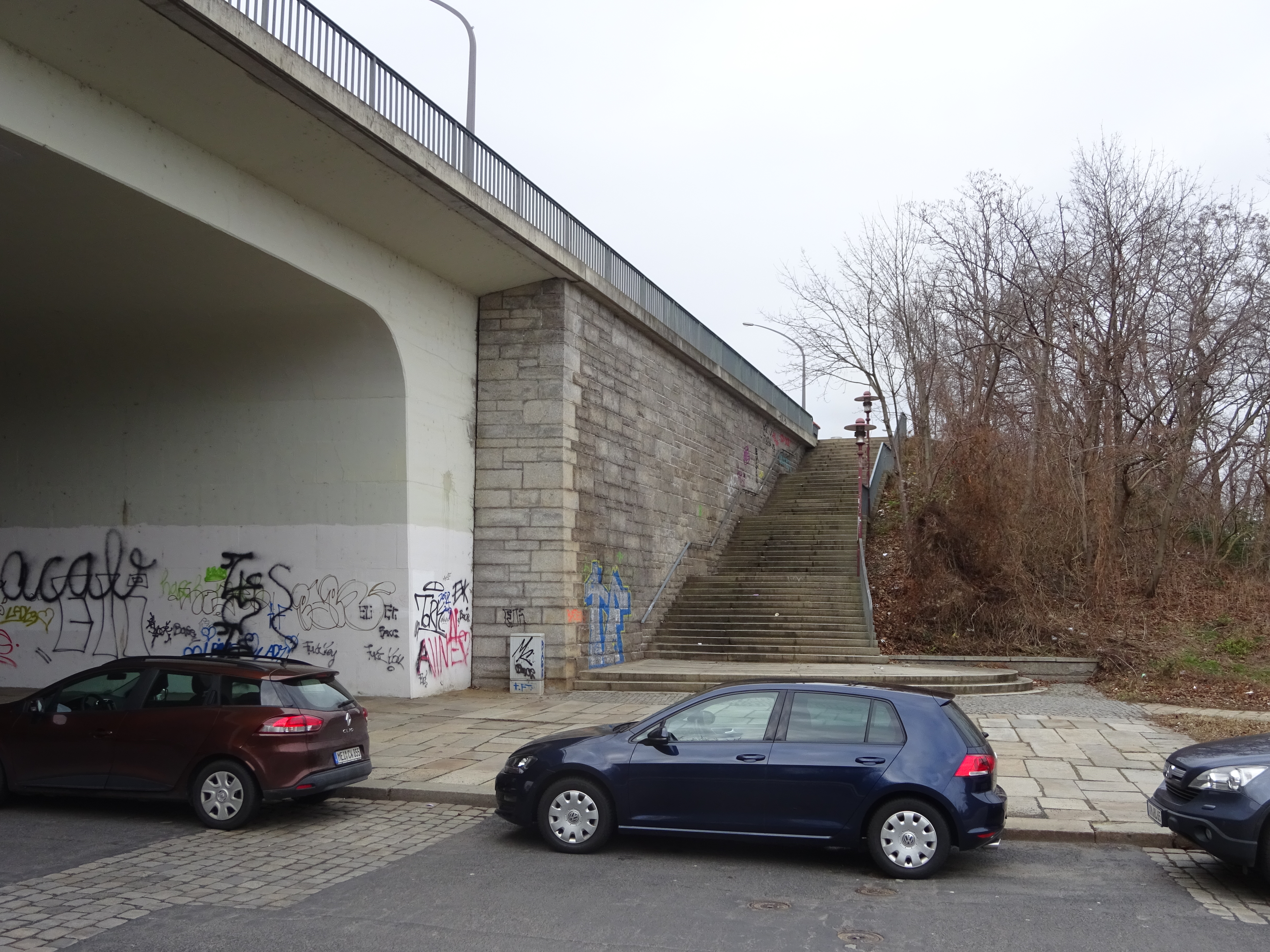
Direkt auf den Anrampungen der „alten“ Nossener Brücke von der Zwickauer Straße aus wurden Treppenaufgänge angelegt
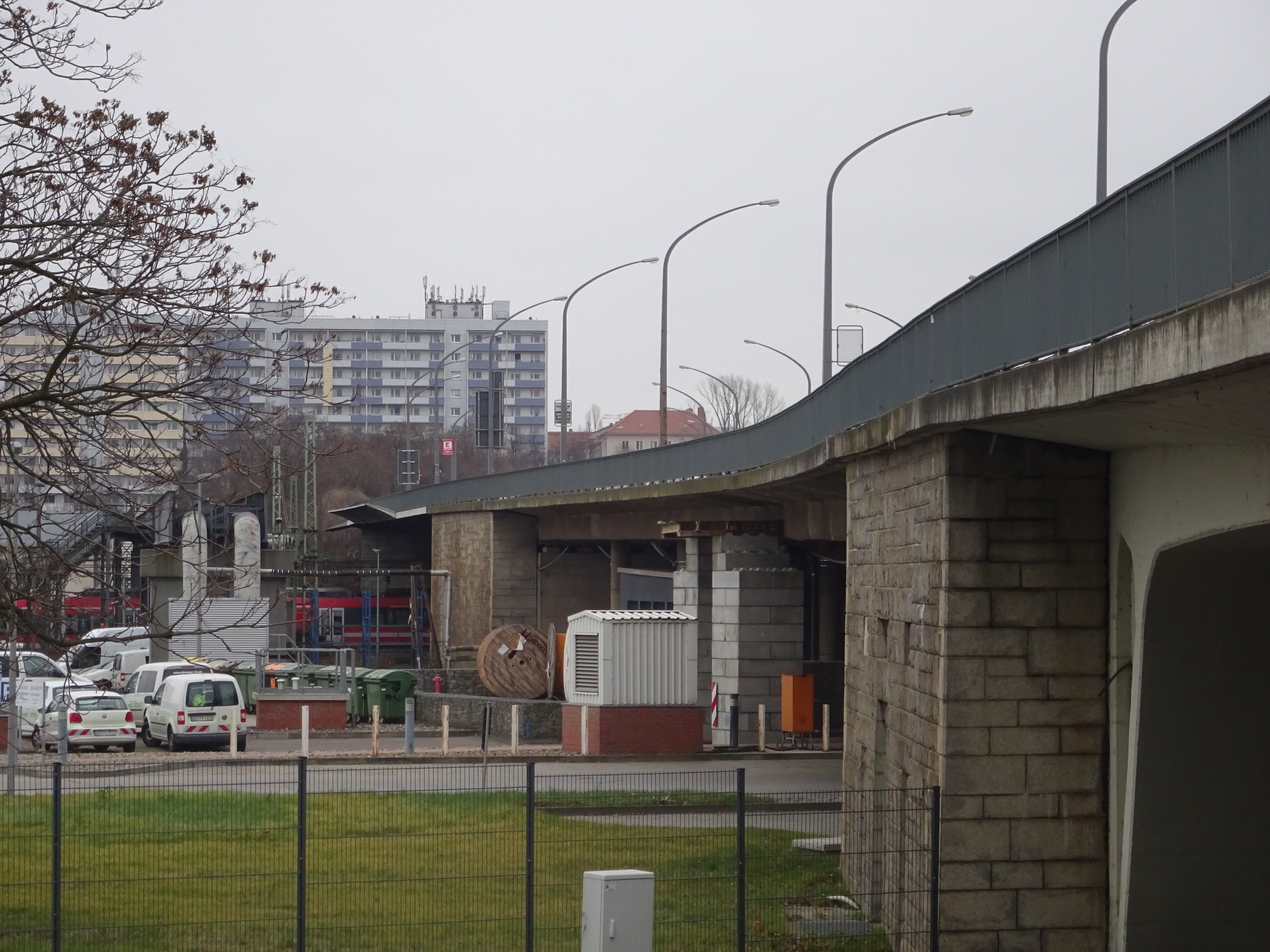
Überführung des Außengeländes des Heizkraftwerks und der Bahnstrecke
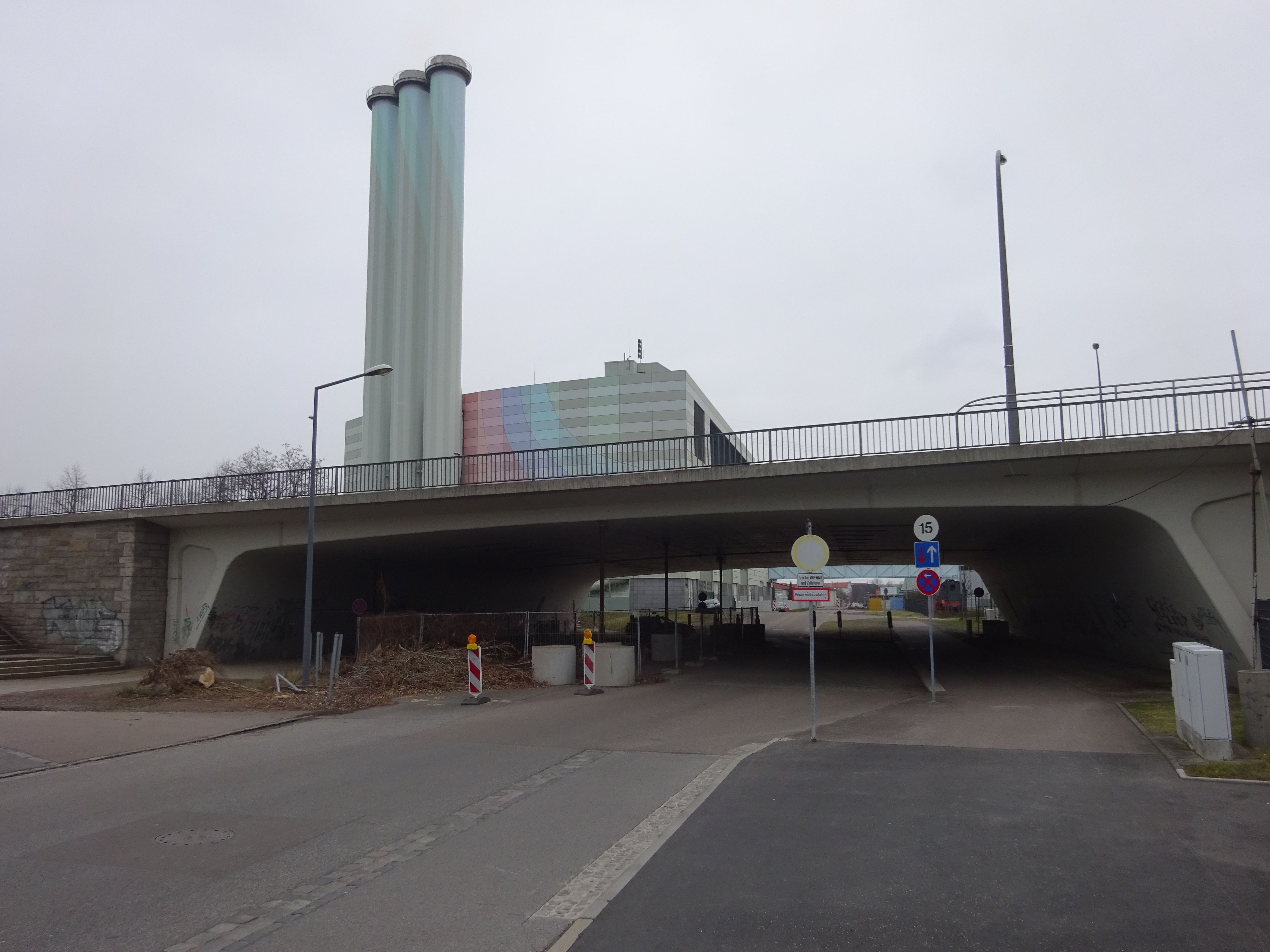
Teilbrücke Fabrikstraße
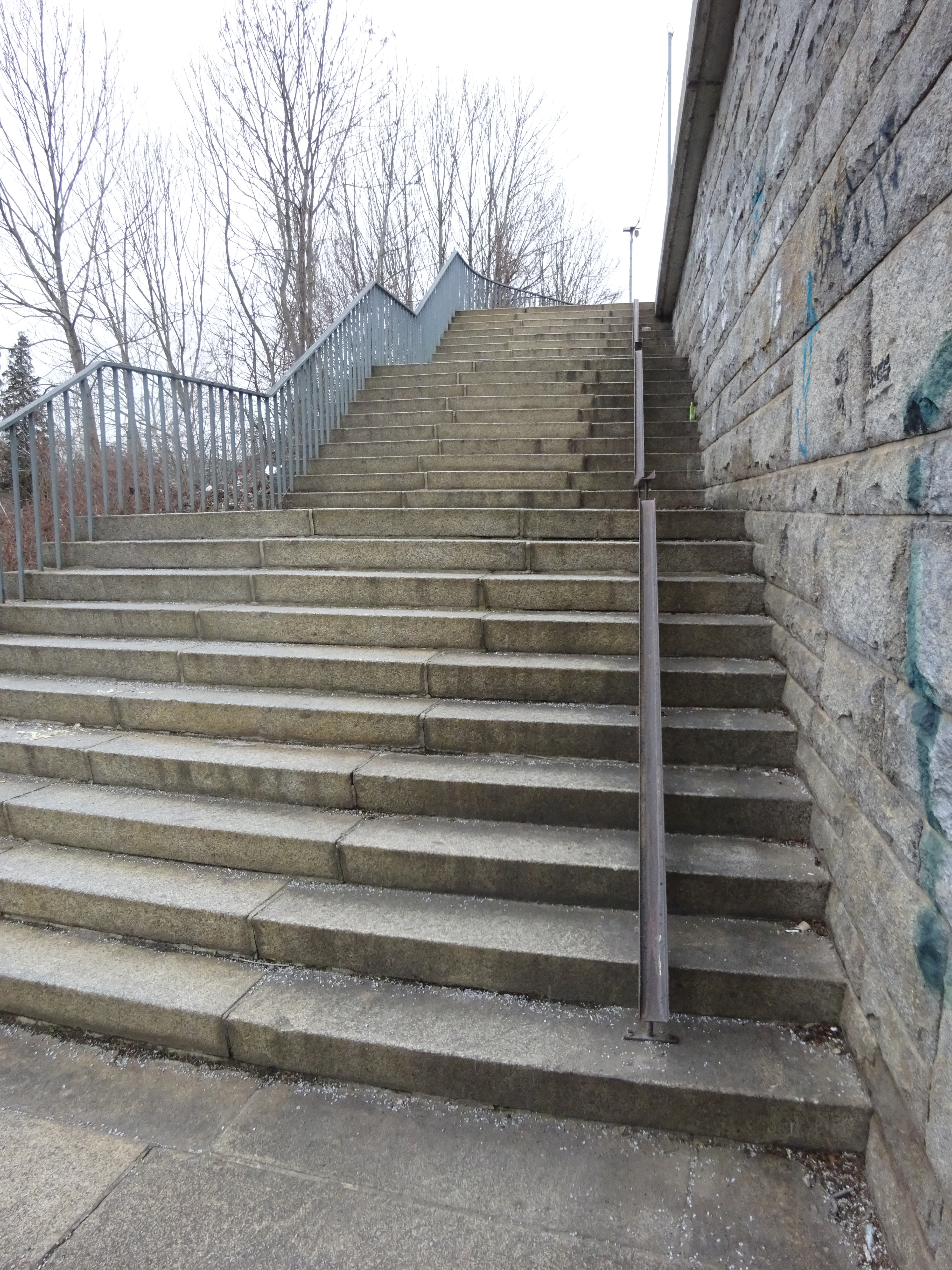
Treppenaufgang an der Fabrikstraße
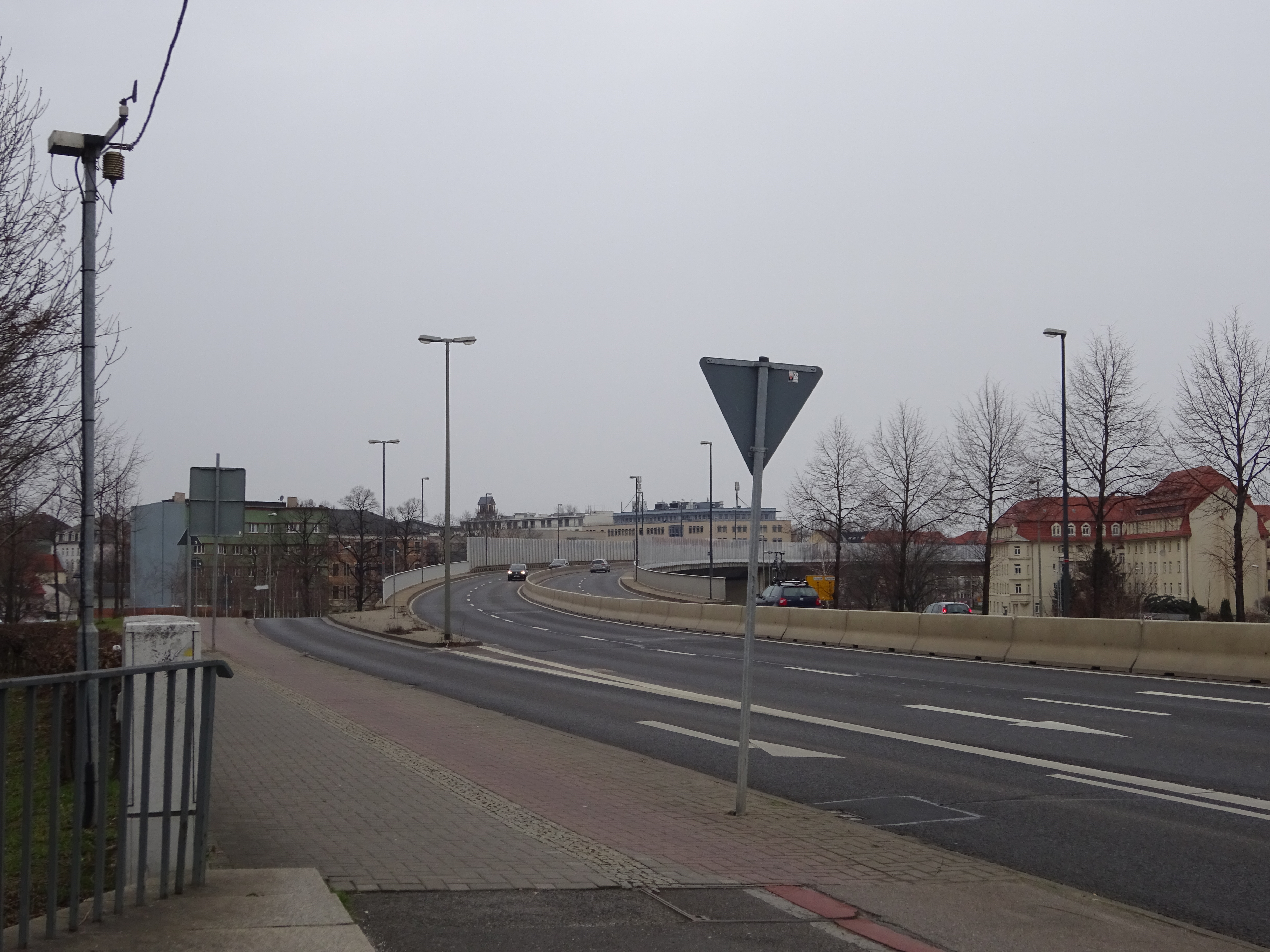
Übergang der Löbtauer in die Nossener Brücke
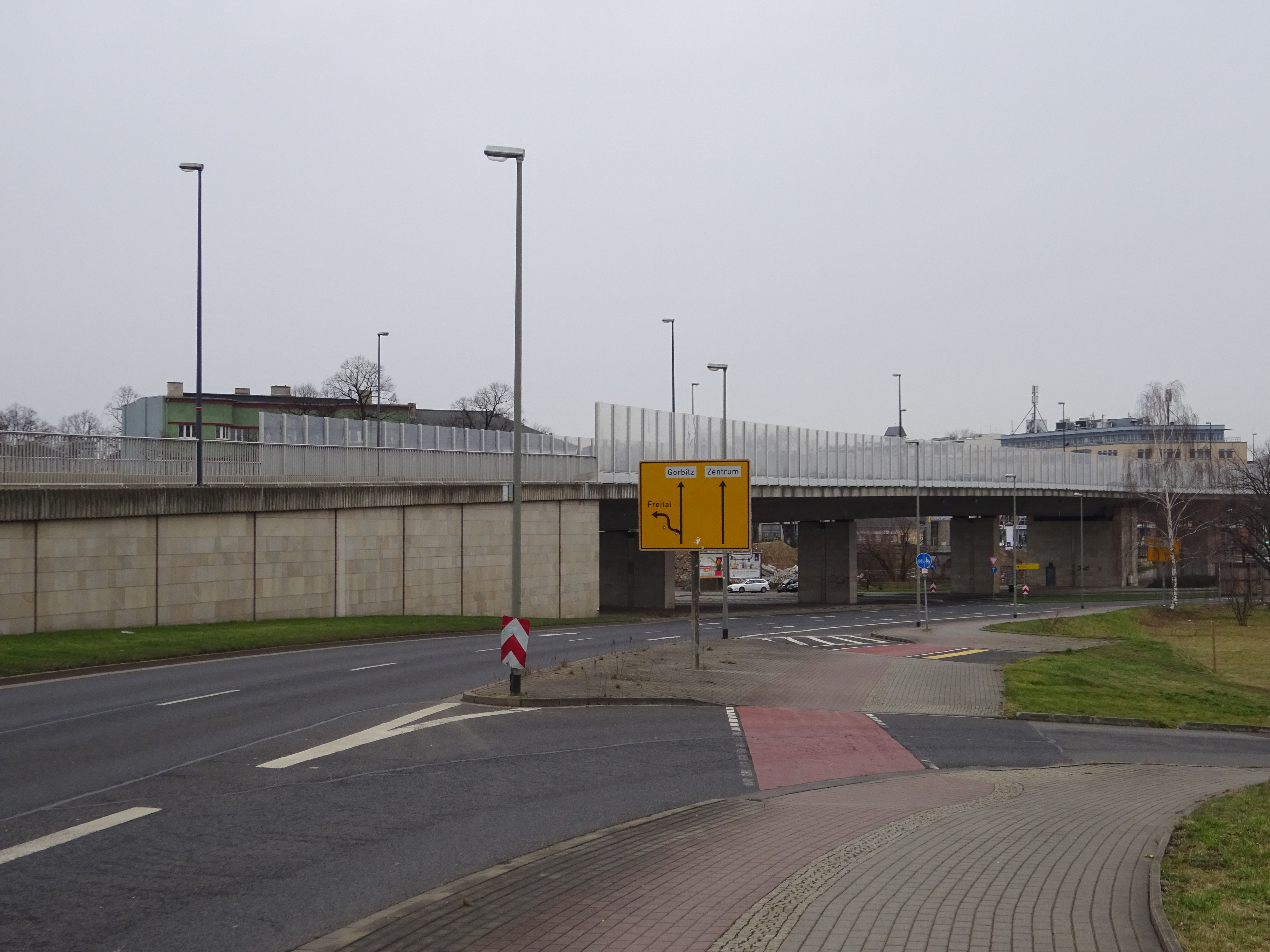
Anbindung des Ebertplatzes (Löbtau). Der nicht angebundene Einfädelstreifen ist die Bauvorleistung einer nicht realisierten Rampe zur Fabrikstraße.